# Рентгенівське випромінювання

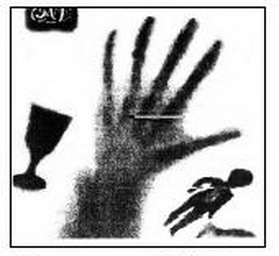

Рентгенівське проміння або ікс-проміння (англ. X-ray emission, roentgen radiation, нім. Röntgenstrahlung f) — короткохвильове електромагнітне випромінювання з довжиною хвилі від 10 нм до 0.01 нм. В електромагнітному спектрі діапазон частот рентгенівського випромінювання лежить між ультрафіолетом та гамма-променями.
Рентгенівське випромінювання виникає від різкого гальмування руху швидких електронів у речовині, при енергетичних переходах внутрішніх електронів атома. Воно використовується у науці, техніці, медицині. Рентгенівське випромінювання змінює деякі характеристики гірських порід, наприклад, підвищує їх електропровідність. Короткочасне опромінення кристалів кам'яної солі знижує їхнє внутрішнє тертя.
Назва рентгенівське випромінювання походить від прізвища німецького фізика Вільгельма Конрада Рентґена. Інша назва — пулюївське випромінювання походить від імені українського фізика Івана Пулюя.
Рентгенівське випромінювання використовуються для флюорографії, рентгенофлюоресцентного аналізу і в кристалографії для визначення атомної структури кристалів.
Методи дослідження речовини за допомогою рентгенівських променів об'єднує термін рентгенівська спектроскопія.

## Суцільний та характеристичний спектр випромінювання
Рентгенівське (Rö) проміння виникає при бомбардуванні швидкими електронами пластинки анода в електронно-променевій трубці. Розрізняють суцільний та характеристичний спектри випромінювання. 
Якщо енергія електронів, які падають на анод, менша за певну властиву матеріалу анода величину, то спостерігається тільки гальмівне випромінювання. Спектр цього випромінювання суцільний, починається на певній частоті, яка залежить лише від прикладеної напруги, й не залежить від матеріалу анода, спочатку його інтенсивність росте за частотою, досягає максимуму й потім зменшується. 
Характеристичне випромінювання виникає за більших значень прикладеної напруги. Свою назву воно отримало завдяки тому факту, що воно характеризує матеріал анода. Характеристичне випромінювання має лінійчатий спектр. Воно відповідає квантовомеханічним переходам між різними орбіталями атомів. При зіткненні електронів із анодом, вони можуть вибити із атомів анода внутрішній електрон. Характеристичне випромінювання виникає, коли один із зовнішніх електронів переходить на звільнену орбіталь. Спектральні лінії характеристичного випромінювання розбиваються на серії, які позначають великими латинськими літерами 
K, L, M, N. 
Природу лінійчатого спектру характеристичного рентгенівського випромінювання можна зрозуміти, виходячи з уявлень про будову атома. Кількість електронів у атомах визначається зарядом їхніх ядер. Згідно з положеннями квантової механіки ці електрони можуть мати лише певні дискретні значення енергії й розташовуватися на певних орбіталях. Зовнішні електрони атомів визначають їхні хімічні властивості та оптичні спектри. Електрони внутрішніх оболонок обертаються навколо ядер із великою швидкістю й мають значну енергію. Значення цієї енергії характерне для кожного хімічного елемента й для кожної орбіталі у ньому. Оскільки внутрішні електрони атомів не беруть участі в хімічних зв'язках, то їхня енергія не змінюється в залежності від сполуки, до якої входить той чи інший хімічний елемент. 
Характеристичне випромінювання виникає в тому випадку, коли внаслідок зіткнення зі швидким електроном, один із внутрішніх електронів покидає атом. Переходячи на незайняту орбіту, зовнішній електрон випромінює в рентгенівській області спектру, й частота цього випромінювання залежить від типу атома й тих орбіталей, між якими відбувається перехід.
{\displaystyle h\nu =E_{2}-E_{1}},
де ν — частота, а h — стала Планка. 
Частоти Ei визначені для кожного хімічного елемента й не залежать від типу хімічних зв'язків, утворених атомом, бо в утворенні хімічних зв'язків беруть участь лише зовнішні електрони. 
Ці факти лежать в основі рентгенівського аналізу хімічного складу речовин.

### Поглинання
Рентгенівські промені слабко взаємодіють із речовиною, завдяки чому мають велику проникність. Проте вони поглинаються у тому разі, коли їхня енергія вища за енергію внутрішніх електронів атомів. На відміну від лінійчатих спектрів випромінювання, спектр характеристичного поглинання складається зі смуг, оскільки електрон, вибитий із внутрішньої оболонки, покидає атом і може мати будь-яку енергію. Характерні частоти смуг також вказують на наявність хімічних елементів у сполуці.
Загалом із зростанням частоти рентгенівських променів поглинання падає, дещо зростаючи кожного разу, коли енергія кванта випромінювання перевищує енергію електрона на певній орбіталі.
Крім поглинання рентгенівські промені також розсіюються в речовині, змінюючи напрям розповсюдження.

### Дифракція
Довжина хвилі рентгенівських променів одного порядку із характерними сталими ґратки кристалічних речовин. Через це, атоми кристалів утворюють природні дифракційні ґратки для рентгенівських променів. Розсіяння рентгенівського випромінювання на цих ґратках використовується для визначення кристалічної структури речовин. Саме методом рентгеноструктурного аналізу, в 1953 році була розшифрована структура ДНК.

### Опромінення
Рентгенівські промені мають велику енергію — десятки й сотні кілоелектронвольт. Попри те, що вони слабко взаємодіють із речовиною, така взаємодія все ж існує, й під час поглинання, вивільняється велика кількість енергії, що може призвести до безповоротних пошкоджень у клітинах живого організму. Тож рентгенівські промені небезпечні й робота з ними вимагає особливої уваги.
Доза опромінення вимірюється у берах — біологічних еквівалентах рентгена.

## Питання першості відкриття Х-променів
Низка вітчизняних і закордонних науковців вважають, що пріоритет винаходу Х-променів належить видатному українському вченому Івану Пулюю, який вперше застосував і дослідив їх 1892 року.. Вони вважають, що першовідкривачем випромінювання є Іван Пулюй, але його працями скористався згодом Вільгельм Рентген, котрому ці праці презентував особисто Пулюй. Рентген назвав ці промені невідомої природи X-променями. Ця назва збереглася донині в англомовній та франкомовній науковій літературі, увійшовши до мов багатьох народів світу.

## Рентгенівський
Терміни пов’язані з рентгенівськими (пулюєвими) променями:
рентгенівська трубкаелектровакуумний прилад, що являє собою скляну трубку (рурку) з впаяним катодом і анодом, для одержання рентгенівського (пулюєвого) проміння.
рентгенівська дефектоскопіявиявлення наявності, місця і розмірів дефектів у матеріалах і виробах шляхом просвічування рентгенівським (пулюєвим) промінням.
рентгенівська мікроскопіясукупність способів дослідження мікроскопічної будови об’єктів за допомогою рентгенівського (пулюєвого) проміння.
рентгенівський аналізметод дослідження атомного й молекулярного складу і структури речовин за допомогою рентгенівського (пулюєвого) проміння. Розрізняють: рентгенодефектоскопічний аналіз, рентгеноспектральний аналіз і рентгеноструктурний аналіз.
рентгенівський золомірприлад для автоматичного вимірювання зольності вугілля за інтенсивністю γ-променів, відбитих від поверхні вугілля.
рентгенівський сепараторапарат для механізованої вибірки породи з вугілля за сигналами пристрою, який виявляє шматки породи за інтенсивністю відбитого рентгенівського (пулюєвого) випромінювання.